# Kasinski
Kasinski foi uma fábrica brasileira de veículos de duas e três rodas, como motocicletas, motonetas, ciclomotores e utilitários de pequeno porte.
Foi criada em 1999 por Abraham Kasinski e vendida em 2009 para o grupo CR Zongshen, que possui 50% de capital nacional e 50% de capital chinês.

## História
A empresa foi iniciada com a compra das instalações industriais da montadora coreana Hyosung, uma operação que incluía os direitos de continuar fabricando sua linha de motocicletas, sob a marca Kasinski. Em paralelo com as motocicletas, a empresa também montaria triciclos de carga com tecnologia da empresa indiana Bajaj Auto.
Em 2002, com uma gama de dez modelos de motocicletas, com um índice médio de nacionalização de 65%. Apesar das boas vendas, a produção não cresceu além de 600 unidades por mês. Os triciclos que inicialmente se esperava que produzissem 1.500 unidades por mês nunca se tornaram realidade, as vendas permaneceram em níveis insatisfatórios, e em 2007 os veículos não estavam mais sendo produzidos.
Abraham Kasinsky vendeu a empresa, passando-a em julho de 2009. Em 2010 a empresa anunciou a construção de uma nova fábrica em Sapucaia, Rio de Janeiro, onde produziria motocicletas elétricas. Em meio a problemas legais e trabalhistas, a produção foi suspensa em 2013. Desde 2014, a Kasinski não fabrica mais motocicletas.

## Modelos produzidos
- Kasinski Prima - 150cc (Scooter)
- Win 110 - 110cc (Cub)
- Kasinski Seta - 125cc
- Kasinski Seta - 150cc
- Kasinski Flash - 150cc
- Kasinski Way - 125cc
- CRZ 150 - 150cc (Trail)
- CRZ 150 SM - 150cc (supermoto)
- Kasinski Way - 125cc

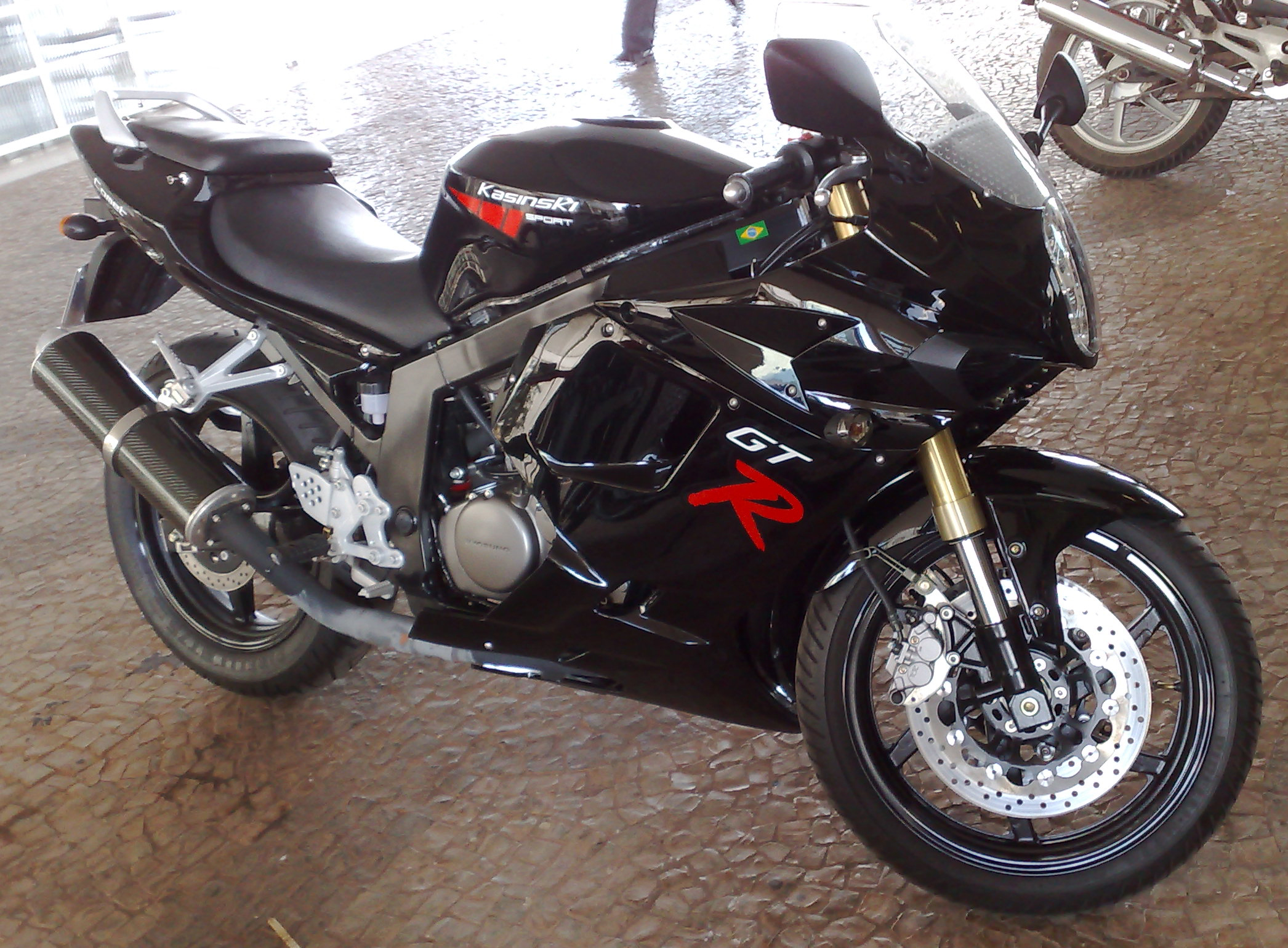
Kasinski GT250R

- Kasinski Comet 150 - 150cc (Naked)
- Kasinski Comet GT250 - 250cc (Naked)
- Comet GT250R - 250cc (Sport)
- Kasinski Mirage - 150cc (Custom)
- Mirage Premier - 250cc (Custom)
- Comet GT650R - 650cc (Sport)
- Mirage Power - 650cc (Custom)
- Motokar